# Grandis causa
Grandis causa è un motto in latino che significa impresa straordinaria (per una nobile impresa).

## Divisa
Il motto accompagnò l'arma dei Canefri, venuti in Italia sotto Re Alboino (+ 572), Conti di tutta la provincia Gamondiese (ora Castellazzo), Conti Palatini, Nobili del Sacro Romano Impero, Marchesi (1656) per Filippo d'Aragona, Conti (1747) per Carlo Emanuele; nel ramo di Novi dal XVI secolo Signori di Giambarda. 

La famiglia si estinse nel 1923 e il motto è stato assunto dagli eredi e successori discendenti ex fœmina.
Il motto lo si trova sviluppato nel seguente inno: 
Grandis causa est nobis magna facere 

Cor nostrum per aspera in altum tollere
Sed super omnia, Domine, Te quærere 

Est Grandis causa tibique confidere
Opera nostra noli repellere 

Et sicut servi tui sine nos agere
Grandis causa est nobis magna facere 

Cor nostrum per aspera in altum tollere
Per noi è nobile impresa compiere grandi cose, sollevare in alto, attraverso le difficoltà, il nostro cuore 

ma soprattutto è impresa grande, Signore, cercare Te, aver fiducia in Te. 

Non rifiutare le opere nostre e permetti che viviamo come tuoi servi.
Tratto da:
- Giovanni Battista di Crollalanza, Dizionario storico blasonico delle famiglie nobili e notabili italiane estinte e fiorenti, Pisa, Giornale Araldico, 1886, p. 245.
- Historiæ Thesaurus, Hymnus Grandis Causa, Derthona, MDCCCLCCC (1880).